# Saint-Paul-aux-Bois
Saint-Paul-aux-Bois är en kommun i departementet Aisne i regionen Hauts-de-France i norra Frankrike. Kommunen ligger  i kantonen Coucy-le-Château-Auffrique som ligger i arrondissementet Laon. År 2022 hade Saint-Paul-aux-Bois 360 invånare.

## Befolkningsutveckling
Antalet invånare i kommunen Saint-Paul-aux-Bois
Referens: INSEE